# Luiza Trajano
Luiza Helena Trajano Inácio Rodrigues (Franca, 9 de outubro de 1948) es una empresaria brasileña que dirige la cadena de tiendas minoristas Magazine Luiza y otras empresas integradas en su holding. En 2020, tenía una fortuna de US$ 4,9 mil millones, según estimación de Forbes, siendo la mujer más rica de Brasil. En 2021, la revista Time la incluyó en la lista de las 100 mujeres más influyentes del mundo.